# Laguna Languilayo
Languilayo es una laguna glaciar ubicada en los distritos de Langui y Layo de la provincia de Canas, región Cuzco, Perú.

## Geografía

### Ubicación
Ubicado en las coordenadas 14°29′33.35″S 71°10′56.74″O / -14.4925972, -71.1824278 a una altitud de 3955 m s. n. m.

## Flora y fauna
Presenta escasa vegetación en sus orillas, se distingue en algunos sectores totora y arbustos dispersos. La fauna ictiológica está compuesta principalmente por truchas y pejerrey en la actualidad; los suches prácticamente se han extinguido; chiñichallhuay y carachi. Se realiza la producción artesanal de trucha aprovechando las aguas de la laguna. Entre las aves se puede apreciar gran cantidad de gaviotas, patos silvestres, huallatas, pariguanas y otros. 